# G.729
La recommandation UIT-T G.729 définit un codage de la parole à 8 kbit/s par prédiction linéaire avec excitation par séquences codées à structure algébrique conjuguée.
Le codec G.729 est moins consommateur en bande passante que G.711.
Le codec G.729 est :
- Pris en charge par la plupart des PABX IP
- Utilisé pour le codage de la partie audio d'une visioconférence,
- Rencontré aussi pour transporter de la voix sur IP sur les WAN,
- Utilisé préférentiellement par les opérateurs de téléphonie.
- Bande passante sur le réseau : 32.8 kbit/s

Depuis janvier 2017, G.729 est libre de redevance déclarée par SIPRO Lab Telecom. Par conséquent G.729 peut maintenant être utilisé sans payer de frais de licence.